# Gaetano Chiaveri
Gaetano Chiaveri (Roma,  1689 - Foligno  5 de marzo de  1770) fue un maestro de obras y arquitecto italiano del barroco tardío, que trabajó en Italia, Rusia, la República de las Dos Naciones y en el Electorado de Sajonia, especialmente en la segunda fase del barroco de Dresde. Su obra más conocida es la iglesia católica de la Corte (1736-1749) en Dresde.

## Biografía

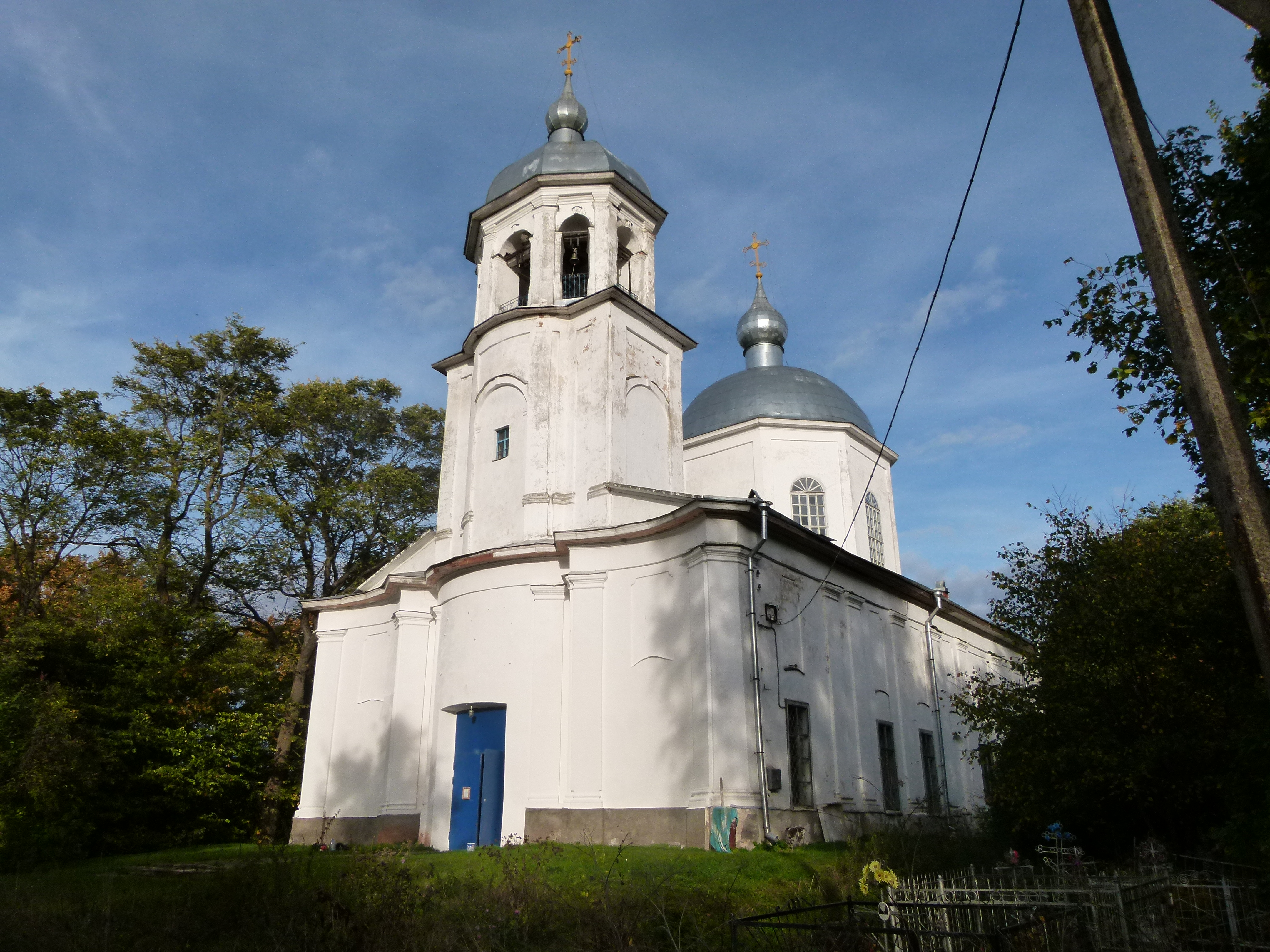
Iglesia de la Asunción de la Santísima Virgen María en Korostyno (1722-1726)

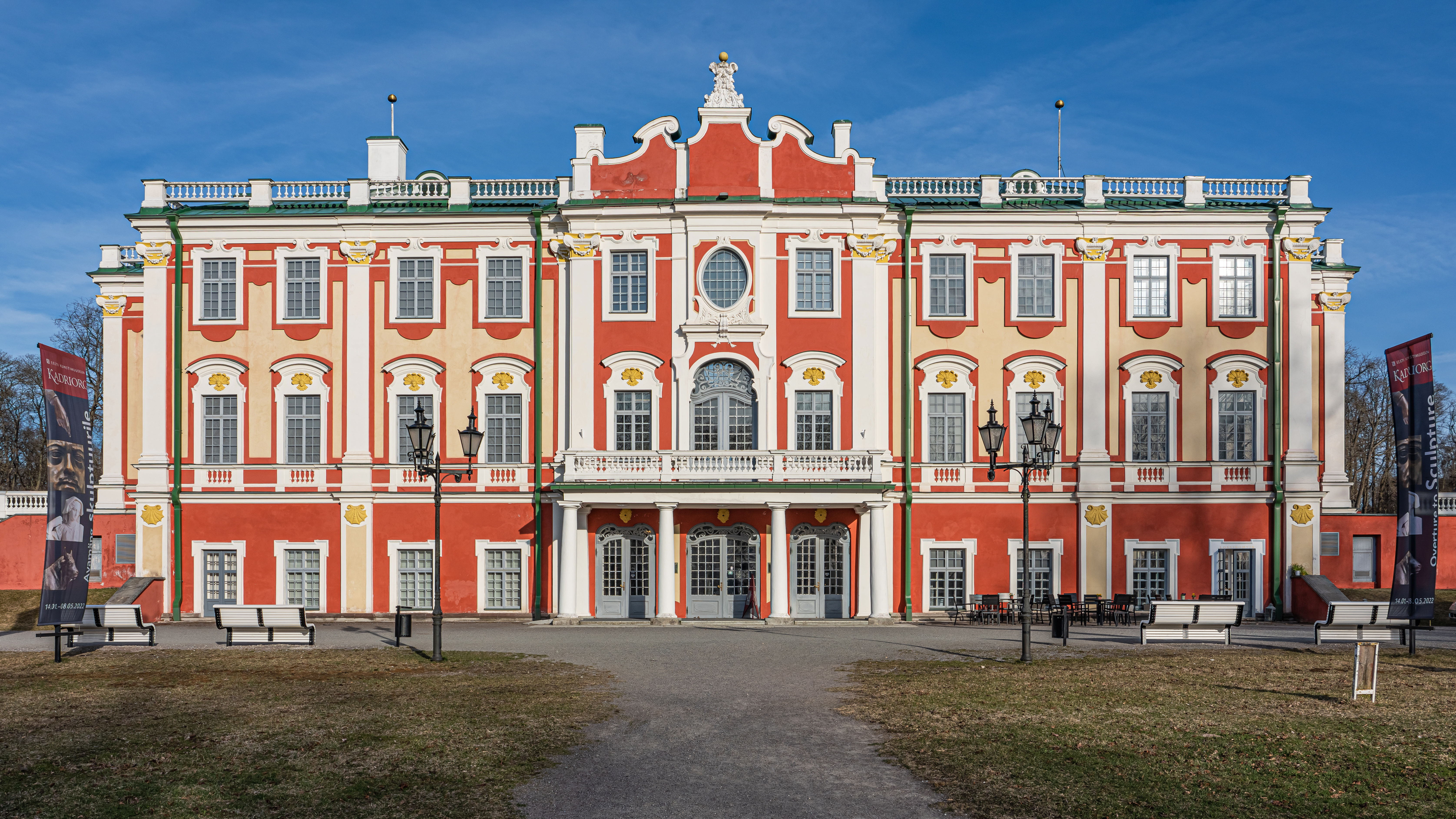
Fachada principal del palacio Kadriorg (1718-1725), en Tallin, proyecto de Machetti que supervisó Chiaveri

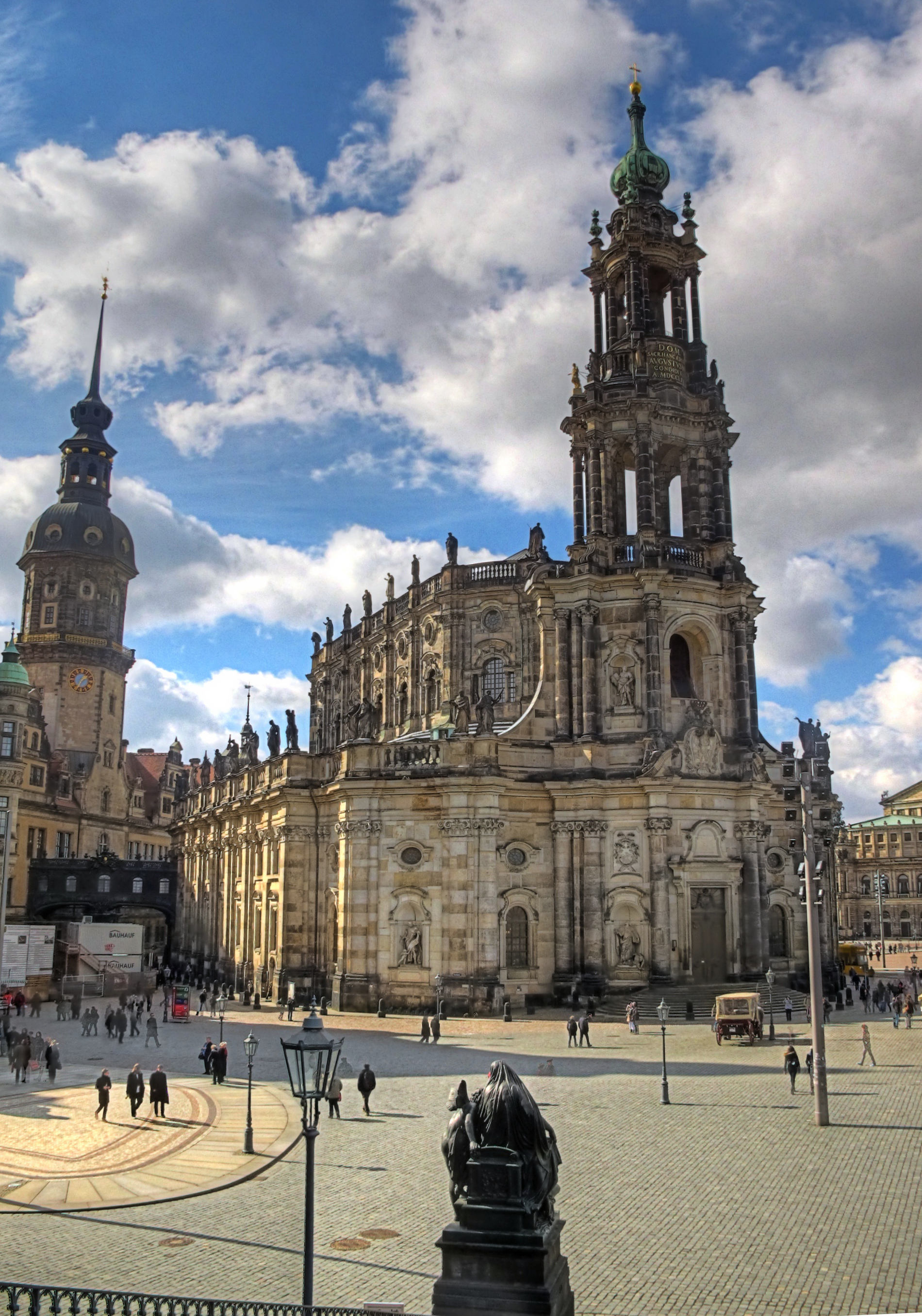
Iglesia Católica de la Corte en Dresde (1739-1755)

Gaetano era el segundo hijo de Matteo, un comerciante de vinos de Bérgamo. Nacido y educado en Roma, habría ido a alguna escuela de construcción. Algunos investigadores creen que su enseñanza y su obra se formaron bajo la influencia del estilo individual del genio del barroco romano Gian Lorenzo Bernini, otros, que continuó la dirección más extravagante marcada por Francesco  Borromini.
«Después de un breve período de estudio de las «hermosas letras», su padre lo confió a un talentoso arquitecto, quien lo encontró tan talentoso que lo llevó a San Petersburgo». Gaetano llegó a San Petersburgo en 1717, probablemente junto con Nicolò Michetti (1675-1758). En agosto de 1718, el conde P. A. Tolstoi firmó un contrato con él por dos años en nombre del zar Pedro el Grande. Se suponía que Chiaveri recibiría una tarifa de 1100 rublos al año. Esta práctica era común para esa época. Varios italianos trabajaban en la capital rusa por invitación de Pedro I: el arquitecto y escultor Carlo Bartolomeo Rastrelli (1675-1744), los arquitectos Michetti y los tesinianos Domenico Trezzini (1670-1734) y Giovanni María Fontana (1670 - después de 1712). 
Al principio, Chiaveri trabajó como asistente de Michetti en la construcción de un palacio en Strelna, aproximadamente una fortaleza en Kotlin. Otro proyecto en el que participó Chiaveri en Rusia fue la construcción del palacio de Catalina I (Ekaterinental, 'valle de Catalina' en alemán, lengua oficial de la provincia) (palacio Kadriorg ) en Tallin (en la época Reval). Los planos del palacio barroco fueron confiados a Michetti en 1718. Las obras fueron puestas a cargo de Chiaveri y Mijaíl Zemtsov. Se plantaron más de 550 árboles en el parque Kadriorg en 1722, pero los proyectos no se terminaron cuando el emperador murió en 1725. En 1720, Chiaveri fue nombrado miembro de la Oficina de Asuntos de la Ciudad y fue Zemtsov el que comenzó a gestionar todo el trabajo en Reval. Al año siguiente fue liberado para volver a su tierra natal, pero pronto regresó.
En 1721, la emperatriz Catalina I encomendó a Chiaveri la construcción de la iglesia de la Asunción de la Virgen (1722-1736) en su finca, el pueblo de Korostino (ahora Korostyn) en la provincia de Novgorod. El arquitecto italiano diseñó un edificio con una cúpula central de planta triangular con superficies de paredes cóncavas, posiblemente influenciado por la famosa fachada ondulada de la iglesia romana de San Carlo alle Quattro Fontane de Francesco Borromini. El proyecto quedó en el papel porque no tenía en cuenta las tradiciones de las iglesias ortodoxas y Chiaveri tuvo que cambiar la idea, ajustándose al gusto de la época. Los dibujos originales, fechados en 1722, se conservan en la Galería Albertina de Viena. 
Después de la muerte del arquitecto e ingeniero suizo Nikolaus Gerbel en 1724, Chiaveri dirigió la construcción de la Kunstkamera de San Petersburgo. Durante la construcción de la Kunstkamera Chiaveri desmanteló la torre inacabada que amenazaba con derrumbarse y la movió de nuevo. Se cree que Chiaveri diseñó la escalera principal y un gran salón con una columnata espectacular de dos niveles, como se conoce por un grabado de una edición académica de 1741. En 1727 fue reemplazado en la Kunstkamera por M. G. Zemtsov. En abril de 1728, Chiaveri abandonó San Petersburgo. Así, de los tres italianos que trabajaron a las órdenes de Pedro el Grande en la capital rusa (Michetti, Trezzini y Chiaveri), la contribución de este último fue la menor.
Ese mismo año 1727 llegó a Varsovia, donde debía diseñar un palacio para Jacob Heinrich von Flemming; pero esto se vio frustrado por la muerte de su cliente. Desde 1728, Chiaveri trabajó en Varsovia para el rey polaco y elector de Sajonia Augusto II el Fuerte. Para el nuevo mecenas, creó un proyecto de palacio, así como un proyecto de palacio para el príncipe heredero, proponiendo anexar un nuevo edificio barroco al antiguo Castillo Real. Chiaveri utilizó un esquema francés de tres partes (un risalit central y dos laterales), creando así una nueva fachada frontal del castillo Real. Amante de la arquitectura y las artes, Augusto llevó al arquitecto a Dresde, estando al servicio del Electorado de Sajonia, del que era elector, y luego, a partir de 1733, para el elector sajón Federico Augusto I (Agusto III de Sajonia).. En 1734 acompañaba al séquito de Augusto III en su coronación como rey de Polonia en Cracovia. 
Un nuevo proyecto a gran escala en el que participó Chiaveri fue la creación de la Iglesia Católica de la Corte (en alemán: Katholische Hofkirche), o Hofkirche. La mayor parte de la población de Sajonia profesaba el luteranismo, por lo que la creación de la Iglesia católica en Dresde se convirtió en una preocupación especial de la dinastía Albertina de Augusto, que profesaba el catolicismo (incluso como condición para obtener la corona polaca).Del 1 de abril de 1736 al 30 de septiembre de 1749 dirigió la construcción de la Hofkirche, que será uno de los ejemplos más brillantes del estilo barroco.. Durante este trabajo llegaron a Dresde numerosos artesanos italianos que formaron el llamado pueblo italiano. Después de intrigas, Chiaveri abandonó Dresde regresando a Italia antes de que se acabara la iglesia, que se completó en 1755 bajo la dirección de Johann Christoph Knöffel y Julius Schwarze. No obstante, se considera la obra principal de Chiaveri.
Desde 1750 Chiaveri vivió en Roma y desde 1760 en Foligno, donde pasó los últimos cuatro años de su vida. Murió el 5 de marzo de 1770.

### Creatividad arquitectónica

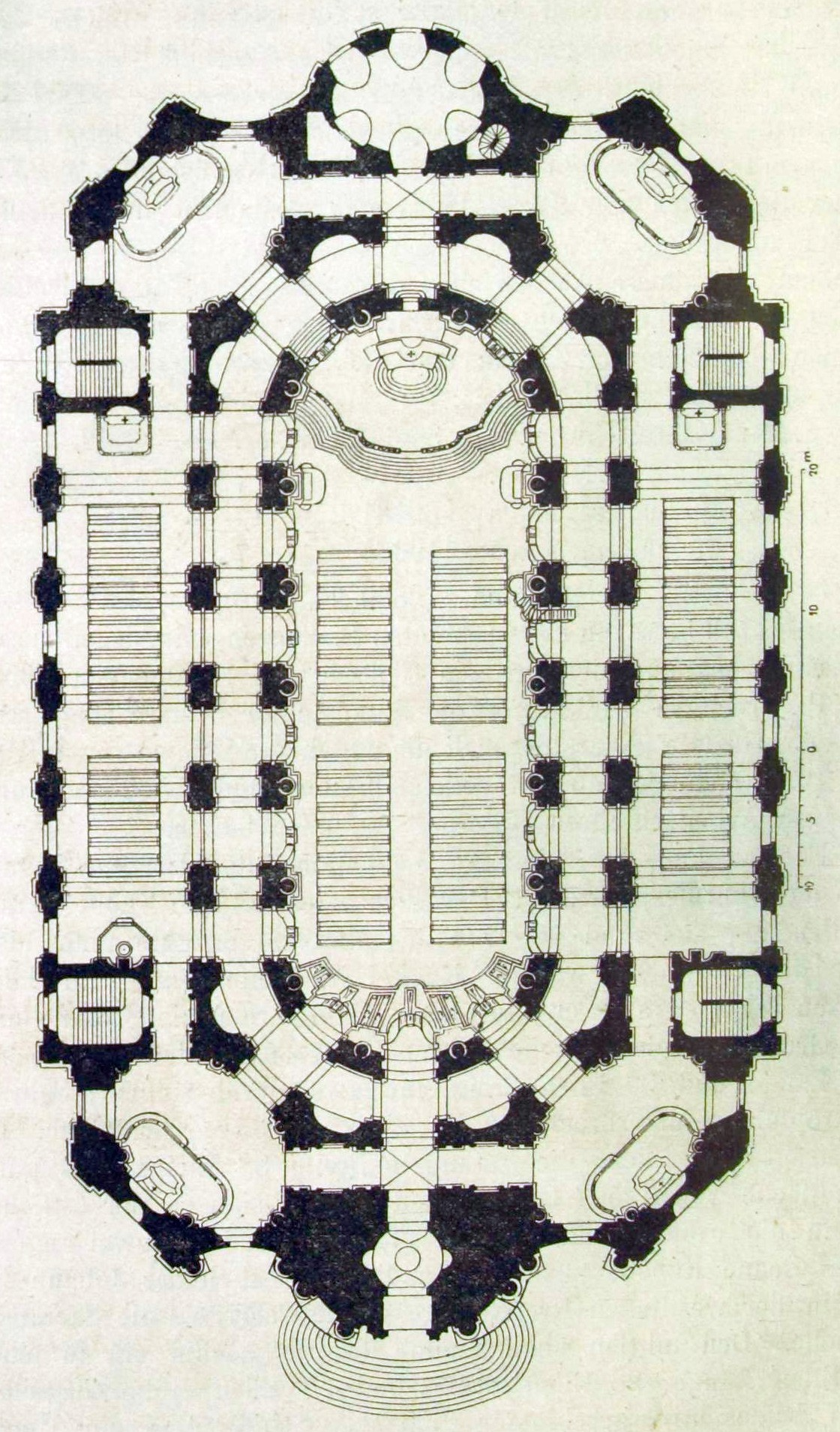
Planta de la Iglesia de la Corte de Dresde

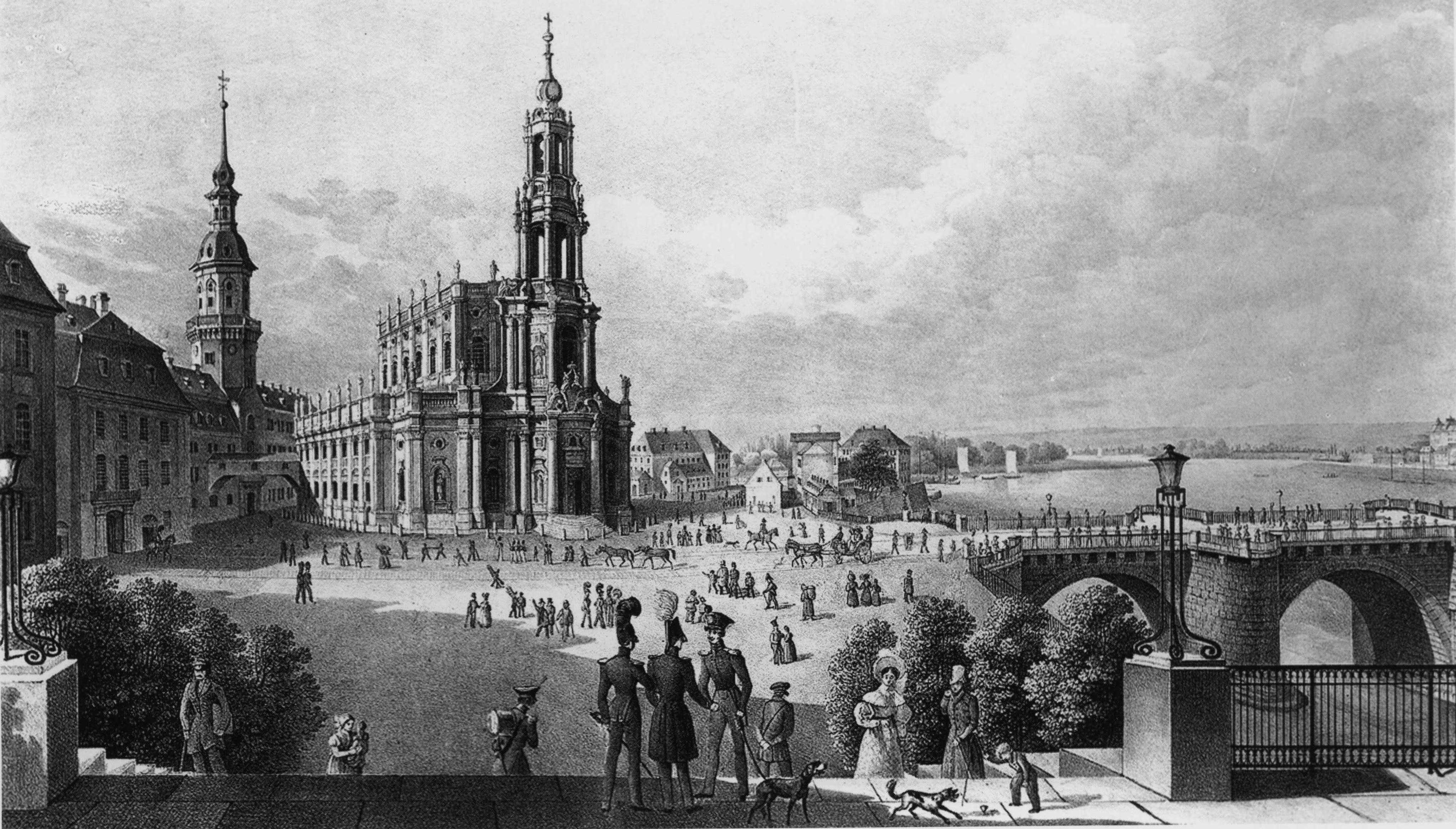
Iglesia de la Corte (ca. 1840)

La iglesia de la Iglesia Católica de la Corte fue construida en los años 1739-1755 en estilo barroco. Colinda con el castillo medieval de los Electores y está conectado con él por un pasaje. Es la iglesia más grande de Sajonia. Fue construida en italiano, "barco": una gran nave y galerías arqueadas de dos niveles que la rodean, en cuyas esquinas hay cuatro capillas ovaladas. La composición de dos niveles se expresa también en el exterior. Los parapetos de los niveles inferior y superior están decorados con estatuas. Son características las pilastras barrocas de los muros exteriores. El campanario escalonado "crece" desde la fachada frontal de la iglesia hasta una altura de 85 metros. Esta composición es única en la arquitectura de los países de Europa Central y del Norte. La escala de las tallas y esculturas exigieron invitar a maestros de Italia. El retablo "La Ascensión de Cristo" fue pintado por Anton Raphael Mengs (1750).

El campanario de la Iglesia católica es un importante hito dominante de Dresde, y la composición de la torre que surge de la fachada principal no es típica ni de la arquitectura italiana ni alemana. Sólo se conocen dos composiciones similares: la iglesia de San Pedro en Riga y la Iglesia de St Martin-in-the-Fields (1721-1726) de Londres construida en  por sir Christopher Wren. En la arquitectura medieval italiana, la torre (campanile) siempre se encuentra separada, más a menudo en el lado sur del templo. Para las catedrales románico-góticas, son habituales las disposiciones de dos torres simétricas en la fachada occidental. En las iglesias renacentistas-barrocas de Italia y de Alemania, la torre se solía desplazar en profundidad, hacia la cruz central (la intersección de la nave y el crucero).
Por lo tanto, surgió la versión de que al arquitecto se le ocurrió tal idea basándose en la memoria de la torre de la Kunstkamera de San Petersburgo, en la que trabajó Chiaveri antes de llegar a Dresde. La torre de la Kunstkamera, a su vez, se remonta a la Torre de Agua de la  Casa de la Moneda (Münzturm) en Berlín, diseñada por Andreas Schlüter (1703; fue este proyecto el que utilizó en San Petersburgo el alumno de Schlüter, G. I. Mattarnovi., y luego N. F. Gerbel y G. Chiaveri). La monumental Torre de la Ceca, que tuvo que derribarse debido a problemas estructurales, se parecería más que otros ejemplos al campanario de Dresde.
Según otra versión, la composición de la Hofkirche podría haber surgido bajo la influencia parcial de muchos otros edificios de San Petersburgo de la época del barroco petrino, por ejemplo, la torre de la catedral de San Pedro y San Pablo (1712-1748) de Trezzini o la campana escalonada de la torre del monasterio de Alejandro Nevski según el proyecto del mismo Trezzini (1710-1716).

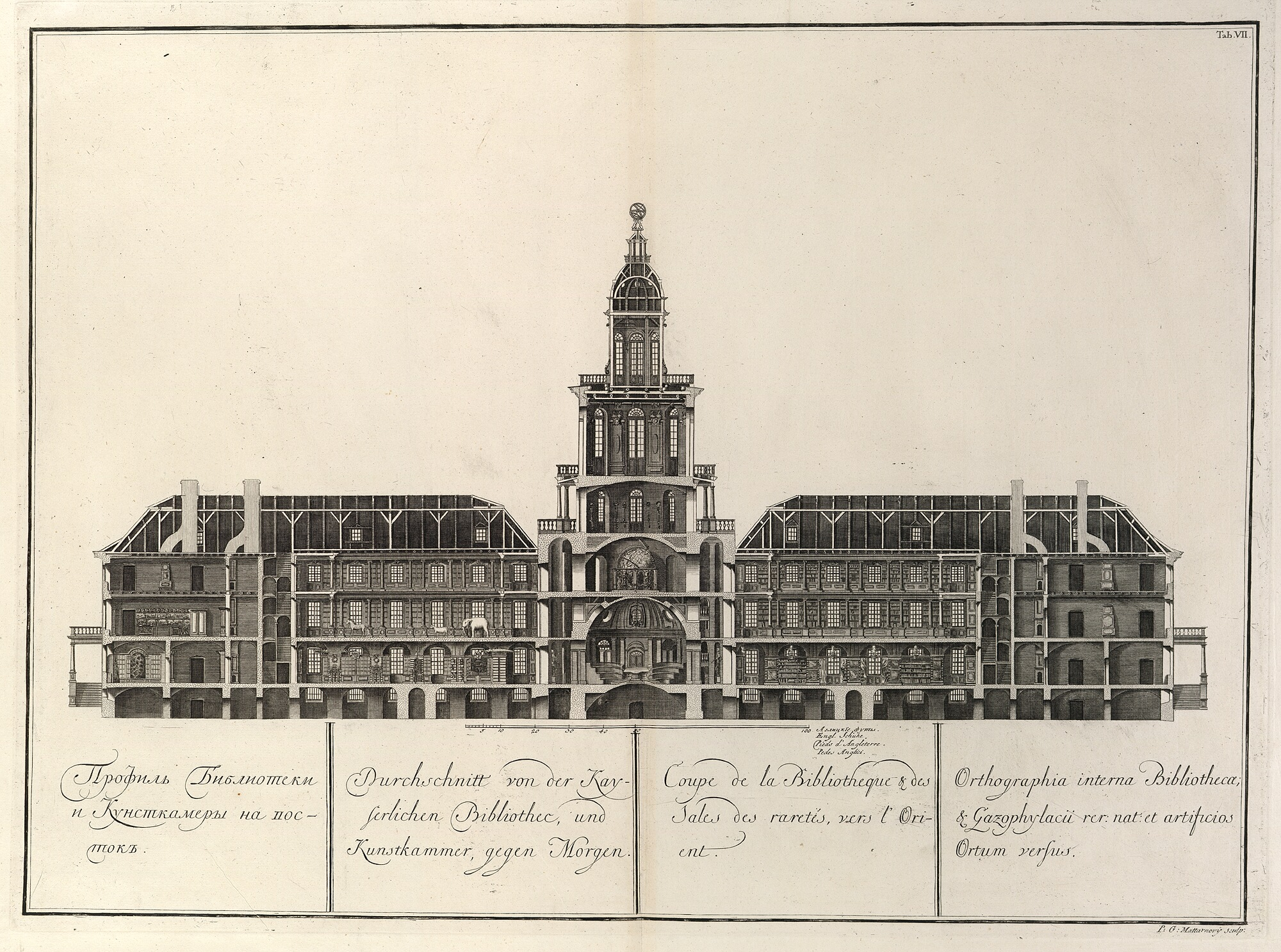
El edificio de la Kunstkamera en San Petersburgo. Incisión. Proyecto de N. Michetti. Construcción N. Gerbel, G. Chiaveri, M. G. Zemtsov
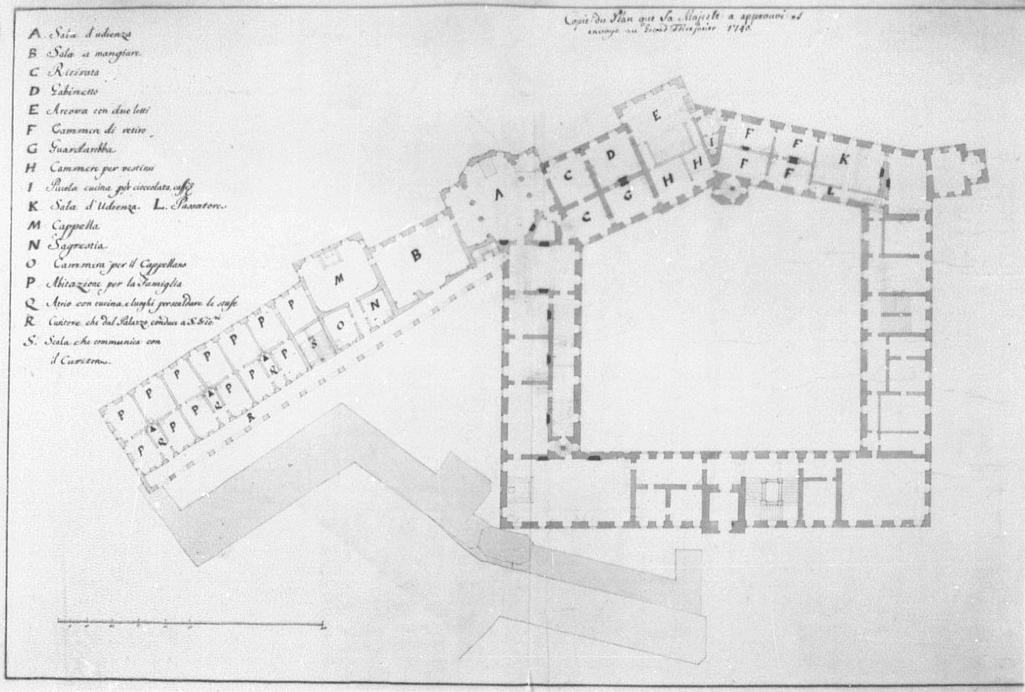
Planta dek palacio Real de Varsovia (1728)
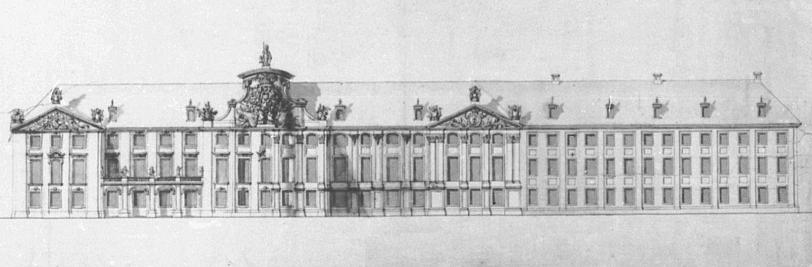
Gaetano Chiaveri. Diseño del ala barroca del Castillo Real de Varsovia
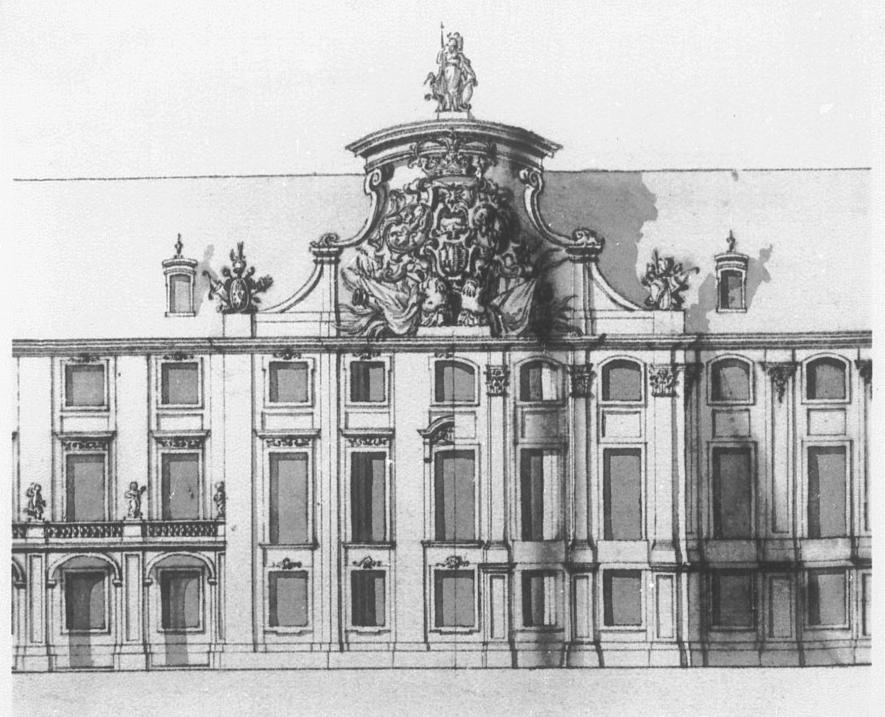
Detalle del ala noreste del Castillo Real de Varsovia

## Obras
- Biblioteca de la Academia de Ciencias de Rusia y Kunstkamera en San Petersburgo (dirección de la construcción)
- Catafalco de luto por Augusto el Fuerte
- Colegio Teatino de Lviv (1738-1746) (con Nicola Salvi)
- Iglesia de la Corte de Dresde
- Palacio del Príncipe Maximiliano en Dresde, como residencia privada
- Ala noreste del Castillo Real de Varsovia
- Diseño para un palacio real en Dresde (no ejecutado)

## Publicaciones
- Entwürfe für die katholische Hofkirche, gestochen von L. Zucchi. 1740 [Diseños para la iglesia católica de la Corte grabados por L. Zucchi]
- Ornamenti diversi di porte e finestri in prospettiva con piante, modini e profili, dati alla stampa da L. Zucchi. Dresden 1743/44 (2 volúmenes)
- Sentimento sopra la pretesa riparazione di danni della cupola di San Pietro in Vaticano. Dresde 1744
- Breve discorsi di Gaetano Chiaveri Romano architetto giubilato della corte die Sassonia, ed academico di San Luca di Roma, circa i danni riconosciuti nella portentosa cupola di San Pietro di Roma, e le sue principali cose, con la maniera durabile, e più sicura per la reparazione, dedicato a tutti i Professori ed amatori die detta Scienza. Pesaro 1767